# سيمون جاكسون (لاعب كريكت)
سيمون جاكسون (18 مايو 1985 بجامايكا - )  (بالإنجليزية: Simon Jackson)‏ هو لاعب كريكت جامايكي. شارك مع منتخب جامايكا الوطني للكريكت. أما مع النوادي، فقد لعب مع Combined Campuses and Colleges cricket team ‏.

## وصلات خارجية
- سيمون جاكسون على موقع إي آس بي آن كريك إنفو (الإنجليزية)